# Chasmina tenuilinea
Chasmina tenuilinea är en fjärilsart som beskrevs av George Francis Hampson 1910. Chasmina tenuilinea ingår i släktet Chasmina och familjen nattflyn. Inga underarter finns listade i Catalogue of Life.